# Northern Tier (Pennsylvania)

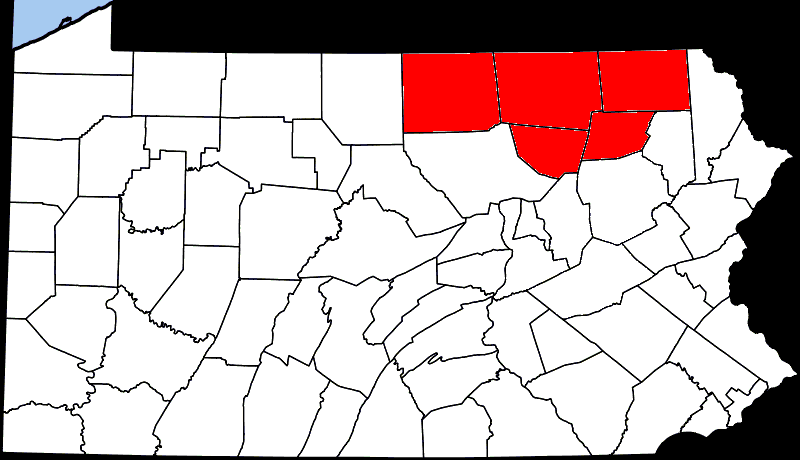
Contee che compongono la regione del livello settentrionale della Pennsylvania

La Zona Settentrionale (Northern Tier) è una regione geografica composta da cinque contee rurali nel nord-centro della Pennsylvania.

## Geografia
La regione è delimitata a nord dalla Zona Meridionale (Southern Tier) dello stato di New York. Insieme, queste regioni sono conosciute come i "Twin Tiers".
Le contee e le città importanti nel Northern Tier sono:
- Bradford
  - Athens
  - Sayre
  - Towanda
- Sullivan
  - Dushore
  - Laporte
- Susquehanna
  - Forest City
  - Montrose
  - New Milford
- Tioga
  - Mansfield
  - Wellsboro
- Wyoming
  - Tunkhannock

La regione è delimitata a nord dal Southern Tier dello stato di New York, a ovest dalla Pennsylvania settentrionale e a est dalla Pennsylvania nordorientale.

## Popolazione
Le cinque contee del Northern Tier ospitano circa 180.000 persone distribuite tra molte piccole città e la campagna.
La città più grande è Sayre, situata sulla sponda orientale sinistra del fiume Susquehanna, lungo l'Interstate 86, poco a sud del confine con lo stato di New York.

## Trasporti
La U.S. Route 220, la U.S. Route 15 e la U.S. Route 6 attraversano la regione.
Sayre Yard è un grande deposito ferroviario attualmente gestito dalla Norfolk Southern Railroad, che si estende oltre il confine statale fino a Waverly, New York, e collega centri di trasporto ferroviario attraverso Wilkes-Barre (Pennsylvania), con depositi merci a Filadelfia, Harrisburg e Baltimora, fino a Buffalo e altre città dell'Upstate New York, nonché alle città del bacino dei Grandi Laghi.

## Caratteristiche rilevanti
Le Endless Mountains sono una caratteristica geografica importante delle contee orientali.

## Educazione
La regione è sede della Mansfield University of Pennsylvania, situata a Mansfield.

## Economia
Nel suo complesso, la regione del Northern Tier è famosa per la sua elevata disoccupazione e i bassi redditi pro capite in confronto al resto della Pennsylvania, sebbene la scoperta della formazione di Marcellus abbia dato una spinta economica negli anni 2000 e 2010. I due principali datori di lavoro della regione sono i servizi finanziati dal governo, in particolare i servizi sanitari e quelli educativi.
L'agricoltura è un'attività importante nella regione nonostante la breve stagione di crescita e il terreno collinare. L'allevamento di bovini e la produzione lattiero-casearia su piccola scala sono comuni, e ci sono molti produttori su piccola scala di sciroppo d'acero nella regione.
La produzione di petrolio greggio e gas naturale sono importanti per l'economia locale. Le caratteristiche del petrolio greggio di qualità della Pennsylvania lo rendono particolarmente desiderabile per utilizzi di alta gamma.
La registrazione, le industrie dei prodotti forestali e delle carte sono parti significative dell'economia della regione.
L'agricoltura e la produzione leggera sono anche importanti datori di lavoro.